# BLISS OUT
Albums de Deathgaze
THE CONTINUATION
(2009) CREATURE
(2012)
BLISS OUT (豪華盤)  est le quatrième album du groupe Deathgaze. Un album plus long est sorti sous forme d'édition limitée.

## Titre des chansons
1. GOD BLESS YOU
2. CRASH DOWN
3. BLOOD
4. MY DOPED BRAIN & SKIN IS DEAD
5. IRIDIZE DREAM
6. SORROW
7. CHILDREN
8. UNDEAD FACT
9. SIX BLACK NINE
10. GRACE
11. BLISS OUT YOURSELF

## Édition Limitée
CD1
1. GOD BLESS YOU
2. CRASH DOWN
3. BLOOD
4. MY DOPED BRAIN & SKIN IS DEAD
5. IRIDIZE DREAM
6. SORROW
7. CHILDREN
8. UNDEAD FACT
9. SIX BLACK NINE
10. GRACE
11. BLISS OUT YOURSELF

CD2
1. miscarriage
2. killing Floor
3. FAZE HUMAN. RAZE HUMAN.
4. proof
5. gethsemane
6. Mr. FREAKS
7. THE FIST (piste bonus)